# Filàret de Seminara
|  | Per a altres significats, vegeu «Filàret». |

Filàret de Seminara o d'Aulina (Val Demone o Palerm, Sicília, ca. 1020 - Seminara, Calàbria, ca. 1070) fou un monjo i anacoreta sicilià, monjo ortodox a Calàbria. És venerat com a sant per les esglésies catòlica i ortodoxa.

## Biografia
Filàret, batejat com a Filippo, nasqué a la Val Demone (Sicília), regió que coincideix amb l'actual província de Messina i que encara era de cultura i llengua gregues, tot i el domini islàmic que hi havia, o a Palerm, cap al 1020, potser fill de calabresos. Malgrat l'ambient musulmà, va mantenir la fe cristiana. Durant la seva joventut, visqué l'intent de reconquesta de l'illa per l'emperador Miquel IV el Paflagoni (1034-1041). Després de la batalla de Troina (1040), la família de Filippo va traslladar-se al Reggino, prop de Sinopoli (Calàbria).
Cap al 1045, el jove decideix de fer vida eremítica i es retira al Monestir Imperial de les Salines del Mont Aulinas (avui, Sant'Elia di Palmi), que havia fundat Elies d'Enna en 884, i de ritu ortodox grec, i on els monjos vivien en cel·les separades, a manera d'eremitori. L'abat Orestes el rebé i l'imposà el nom de Filàret (del grec Φιλάρετος), que vol dir "amant de la virtut", tot i que l'església llatina diu que vol dir "pescador"). Sota la seva guia espiritual, Filàret s'hi distingí per la seva virtut i laboriositat, fent que un petit tros de terreny al bosc es convertís en una horta molt productiva, els fruits de la qual repartia entre els necessitats; era conegut com a L'Hortolà.
Els normands havien començat la conquesta del territori i en 1059 prengueren Reggio i començaren la conquesta de Sicília. La conquesta portà aparellada, pels acords entre el papa Nicolau II i el rei Robert Guiscard, la imposició del ritu llatí al sud d'Itàlia i Sicília. Filàret morí cap al 1070, la matinada del 6 d'abril, durant l'erradicació del culte ortodox de Calàbria. El seu monestir aviat va passar a l'òrbita benedictina, dependent de Sant'Eufemia d'Aspromonte.

## Veneració
Fou venerat com a persona santa des que va morir. El nom del monestir canvià quan es posà sota l'advocació dels sants Elies el Jove i el mateix Filàret: Sant'Elianovo e Filareto; avui es troba a Seminara di Palmi. La doble advocació es basa, en part, en una llegenda segons la qual una dona que patia dels ulls va somniar que Elies el Jove li deia que pregués a la tomba de Filàret, i que llavors fou guarida.
Sebollit a l'església del monestir de Monte Aulinas, les relíquies de Filàret es trobaren arran del terratrèmol de 1693. Són repartides entre l'església de San Basilio (Palerm) i la de la Madonna dei Poveri (Seminara), reconstruïda el 1929.